# Miraz (Germade)
Miraz (llamada oficialmente San Pedro de Miraz) es una parroquia española del municipio de Germade, en la provincia de Lugo, Galicia.

## Organización territorial
La parroquia está formada por nueve entidades de población:

### Entidades de población
Entidades de población que forman parte de la parroquia:
- A Besura (A Vesura)
- A Casa Grande
- O Castiñeiro
- O Sagramón
- Os Currás
- Os Miraces
- O Souto

### Despoblados
Despoblados que forman parte de la parroquia:
- A Igrexa
- A Pena

## Demografía
| Gráfica de evolución demográfica de Miraz entre 2000 y 2019 |
|                                                             |
| Datos según el nomenclátor publicado por el INE.            |